# La Digue
La Digue ist die kleinste der drei bewohnten Hauptinseln der Seychellen. Auf 9,81 Quadratkilometern leben rund 2200 Einwohner, die Diguois genannt werden. Der Strandabschnitt Anse Source d’Argent mit seinen Granitformationen gilt als Traumstrand und ist ein beliebtes Touristenziel. La Digue ist zugleich Hauptinsel des Distrikts La Digue and Inner Islands, eines der 25 Verwaltungsbezirke der Seychellen, zu dem auch die mehr als doppelt so große Insel Silhouette und weitere Inseln gehören.

## Geographie
Die viertgrößte der Granitinseln der Seychellen liegt rund 50 Kilometer nordöstlich der Hauptinsel Mahé und sechs Kilometer östlich von Praslin. La Digue ist etwa fünf Kilometer lang und drei Kilometer breit, die Fläche beträgt 9,81 km². Die Insel ist fast vollständig von einem Korallenriff umgeben, welches im Westen und Südosten mit 380 bis 610 Metern am weitesten und im Südwesten mit 75–100 Metern am wenigsten weit von der Küste entfernt ist. Insgesamt beträgt die durch das Riff geschützte Meeresfläche etwa 4,5 Quadratkilometer. Die höchste Erhebung der Insel ist der Nid d’Aigles (auf Deutsch: Adlernest) mit 333 Metern über dem Meeresspiegel.
Der größte Teil der Bevölkerung lebt im Westen der Insel, wo sich eine größere Lücke im Korallenriff befindet, die einen Zugang zum offenen Meer für größere Schiffe ermöglicht. Dort liegt der Hafen und Hauptort La Passe, der zugleich die einzige größere Siedlung mit Infrastruktur auf der Insel ist. Der Süden und Osten sind weitgehend unbewohnt.

### Politische Gliederung

Lage des Distrikts La Digue and Inner Islands

La Digue bildet gemeinsam mit den benachbarten und teils unbewohnten Inseln Petite Soeur, Grande Soeur, Marianne, Félicité, Coco Island und weiteren Inseln wie Silhouette eine von drei selbstständigen Gemeinden der Seychellen, die nicht auf der Hauptinsel Mahé liegen, nämlich den Verwaltungsbezirk La Digue and Inner Islands.

### Klima
La Digue verfügt aufgrund seiner unmittelbaren Lage am Äquator über ein weitgehend gleichbleibendes, tropisches Klima mit ganzjährig hoher Luftfeuchtigkeit und Durchschnittstemperaturen von 25 bis 30 °C. Das Wetter wird durch die Windrichtung des Monsuns bestimmt. Der Nordwest-Monsun bringt von November bis April feuchtere Luft mit häufigeren Regenfällen und der Südost-Monsun von Mai bis Oktober trockenere Luft mit starken Winden. In dieser Zeit ist das Meer oft aufgewühlt. La Digue liegt, wie die beiden anderen bewohnten Hauptinseln des Archipels, außerhalb der Zone tropischer Stürme. Dennoch kann es zu starken Winden und vereinzelten Stürmen kommen. Das Fehlen hoher Berge führt auf La Digue dazu, dass durchziehende Wolken seltener abregnen. Daher ist die Niederschlagsmenge mit rund 1620 mm pro Jahr erheblich niedriger als auf Mahé oder Praslin. Die Landwirtschaft auf La Digue ist deshalb zur Bewässerung auf Grundwasser angewiesen.

Strände
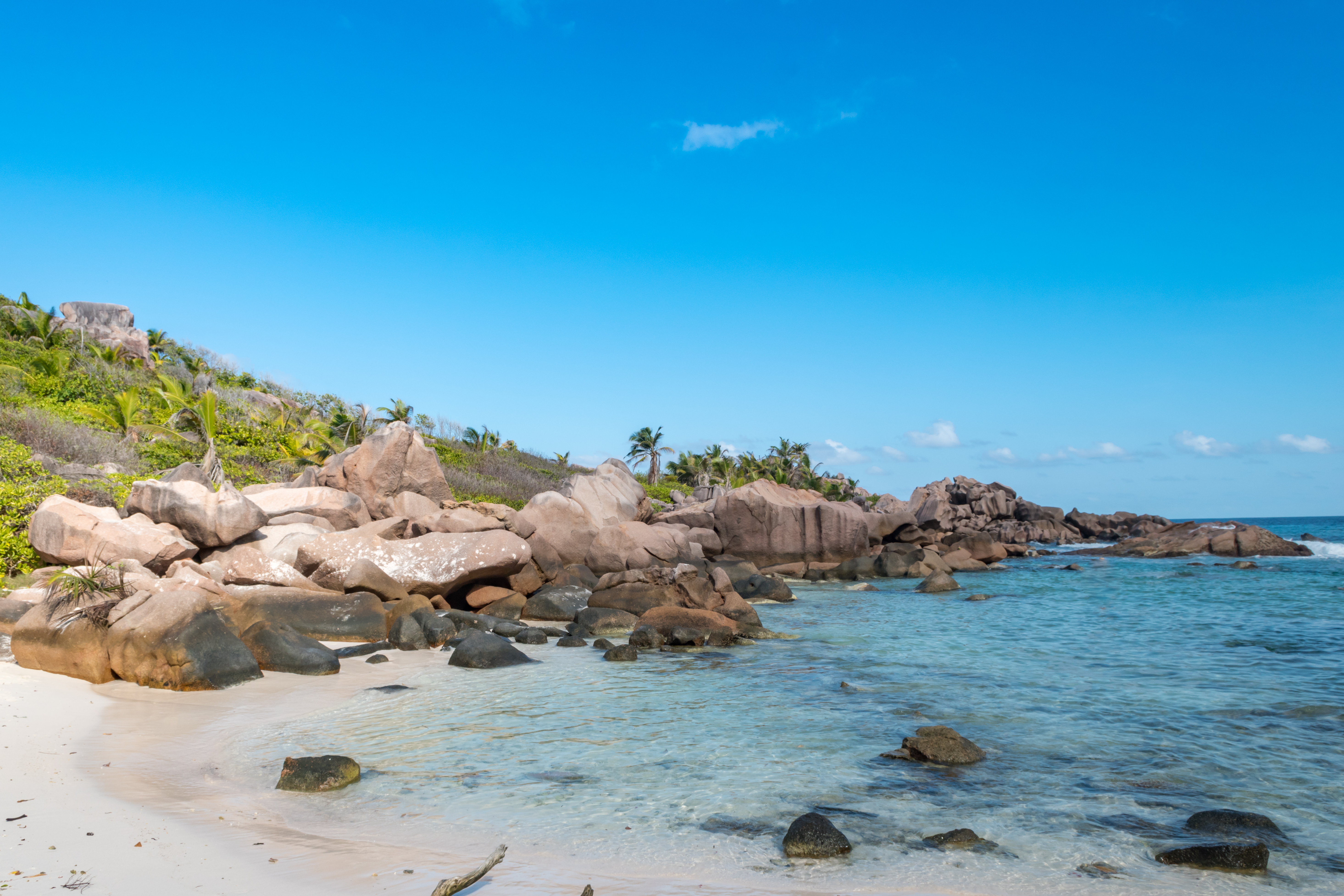
Strand Petite Anse Cocos auf La Digue
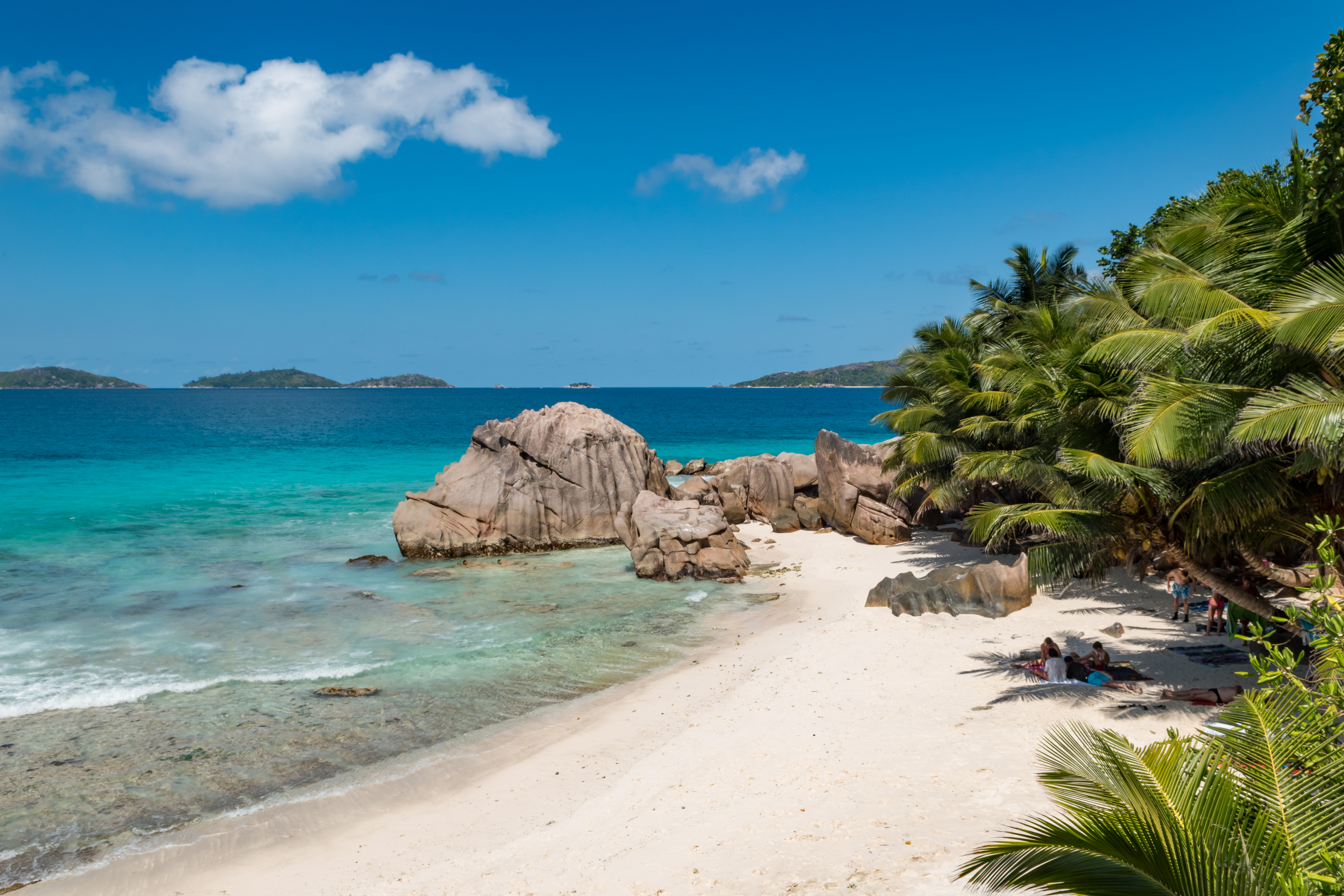
Der Strand Anse Patates Cocos auf der Insel La Digue
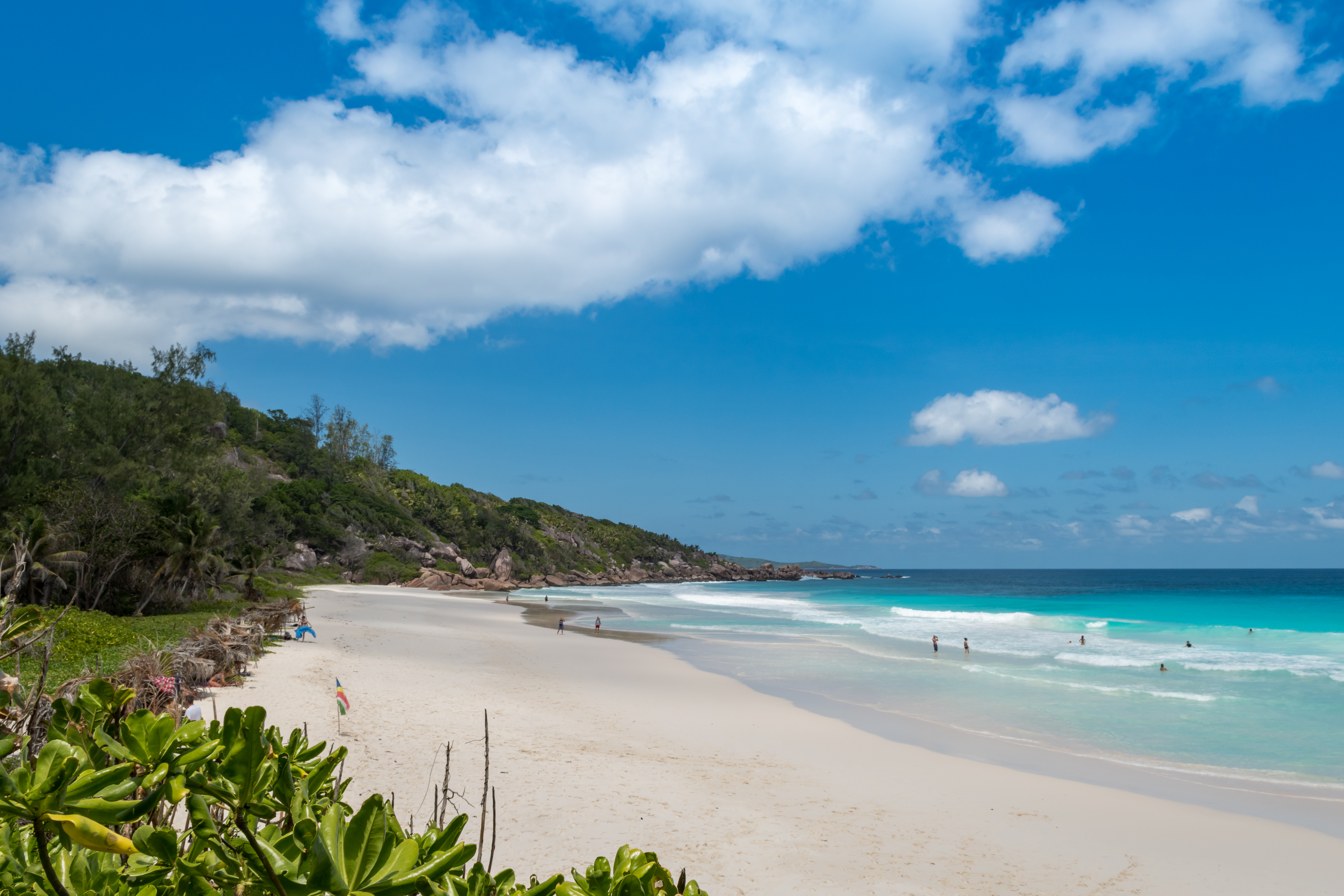
Strand Petite Anse auf der Insel La Digue
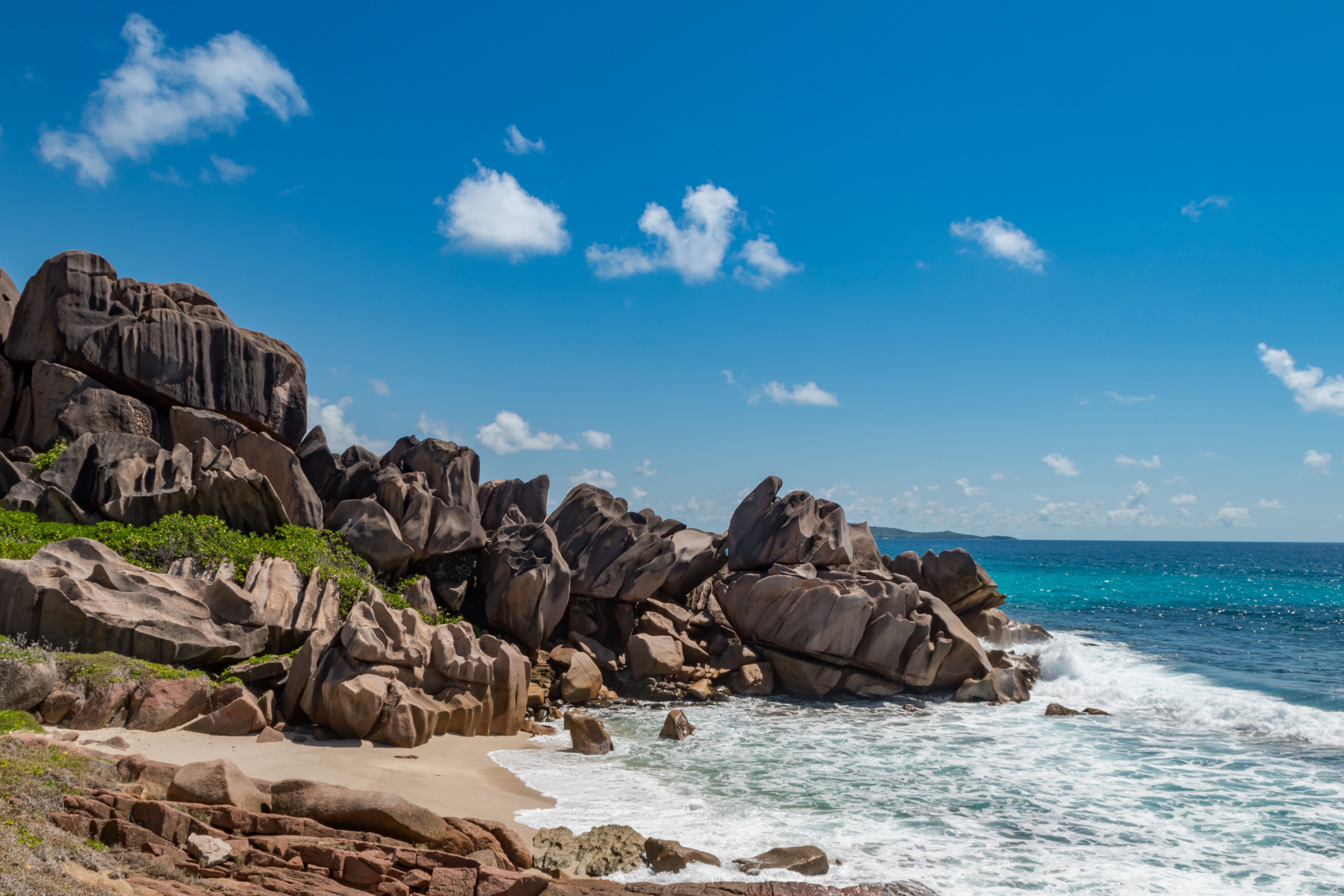
Der Strand Grand L' Anse auf Insel La Digue, Seychellen
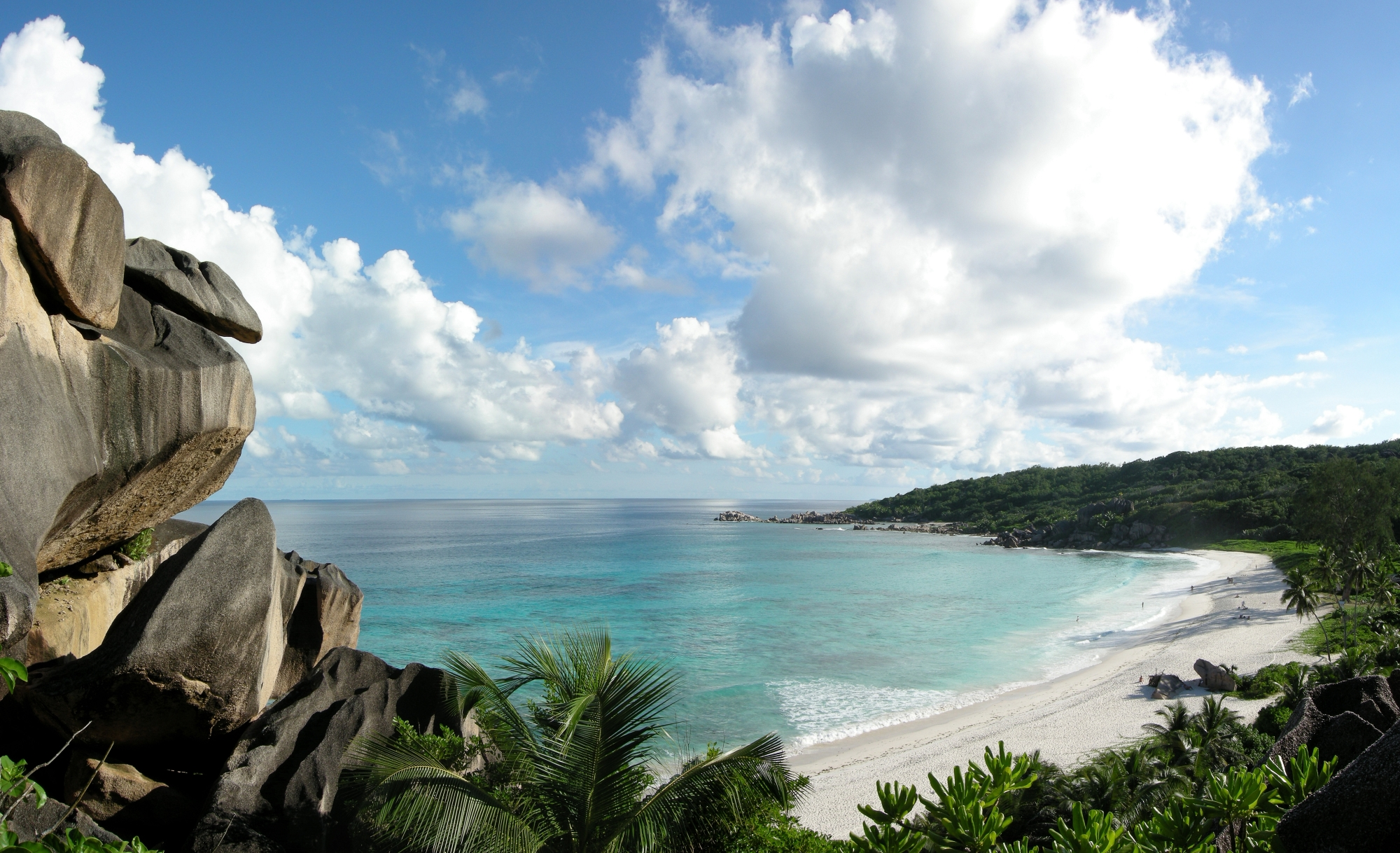
Strand Grand Anse
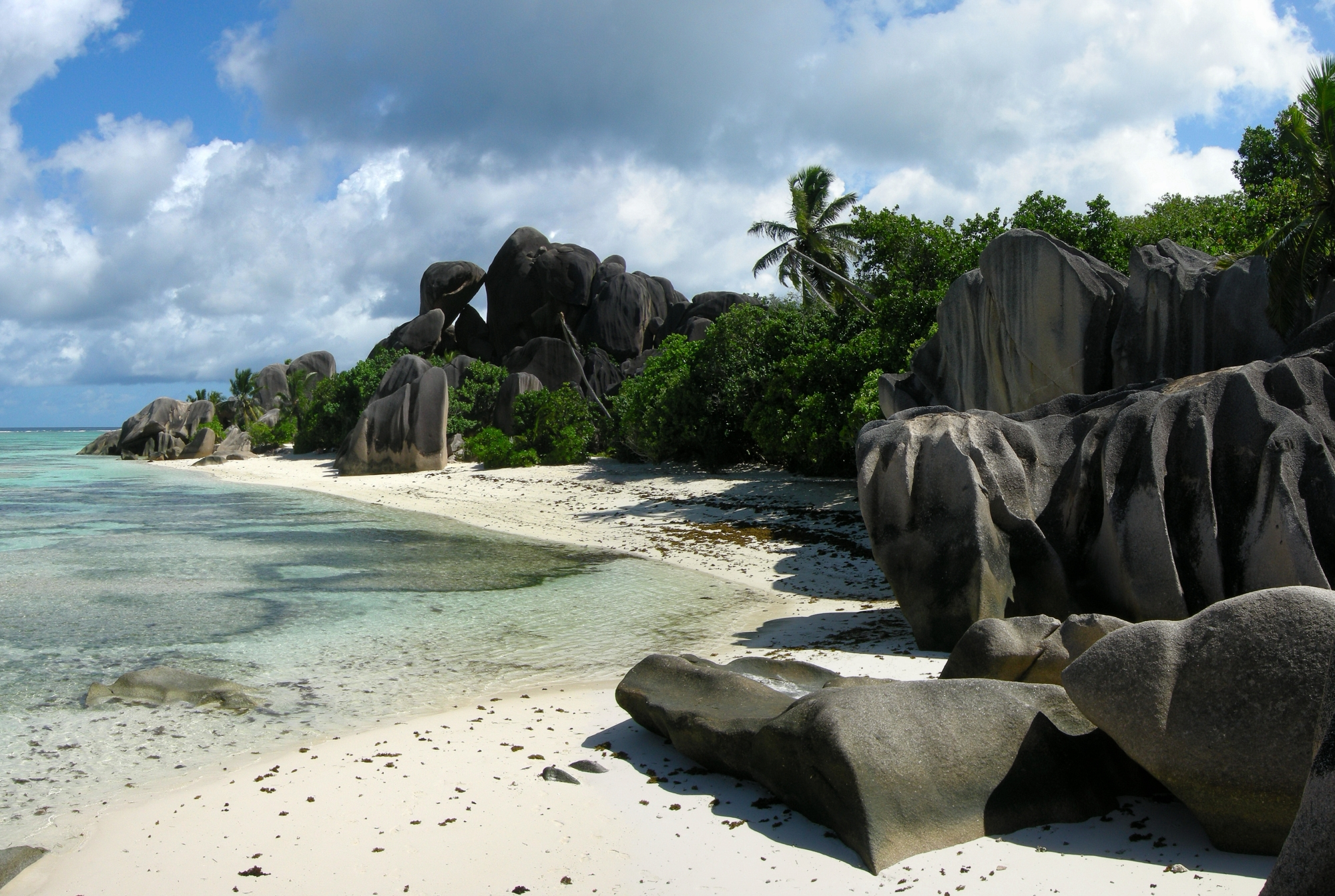
Strand Anse Source d’Argent
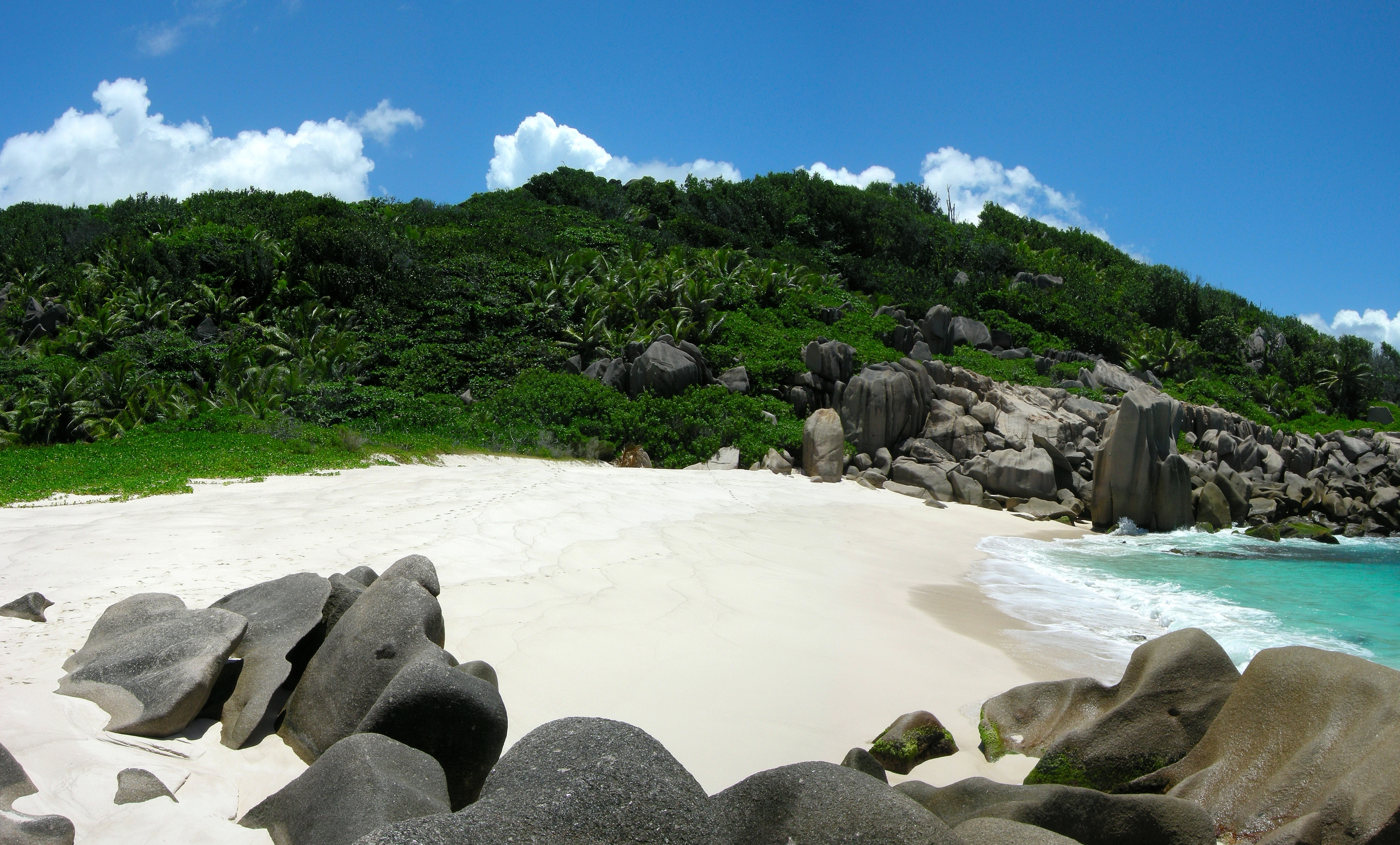
Strand Anse Marron
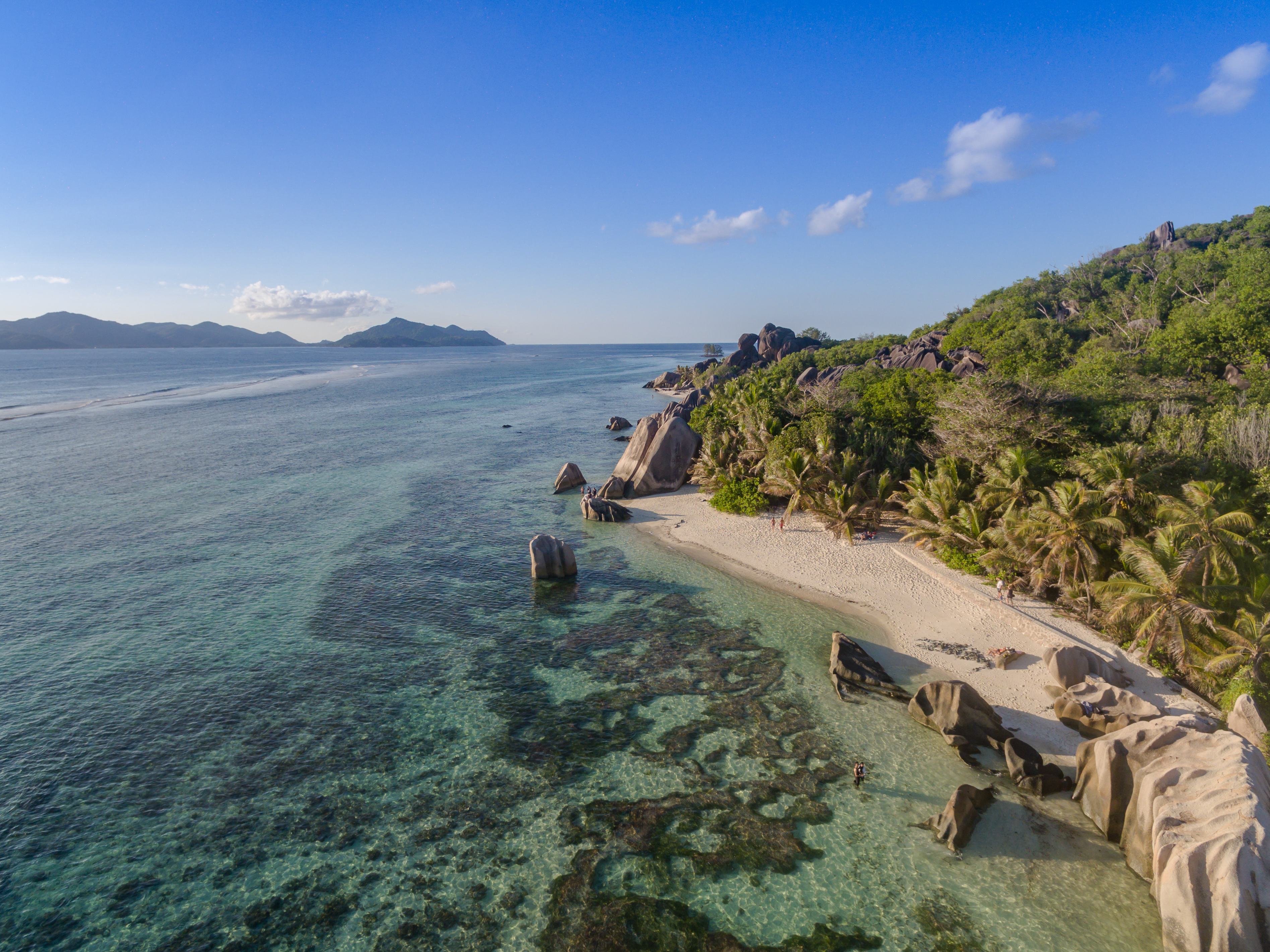
Der Strand Anse Source d'Argent auf La Digue

## Geschichte

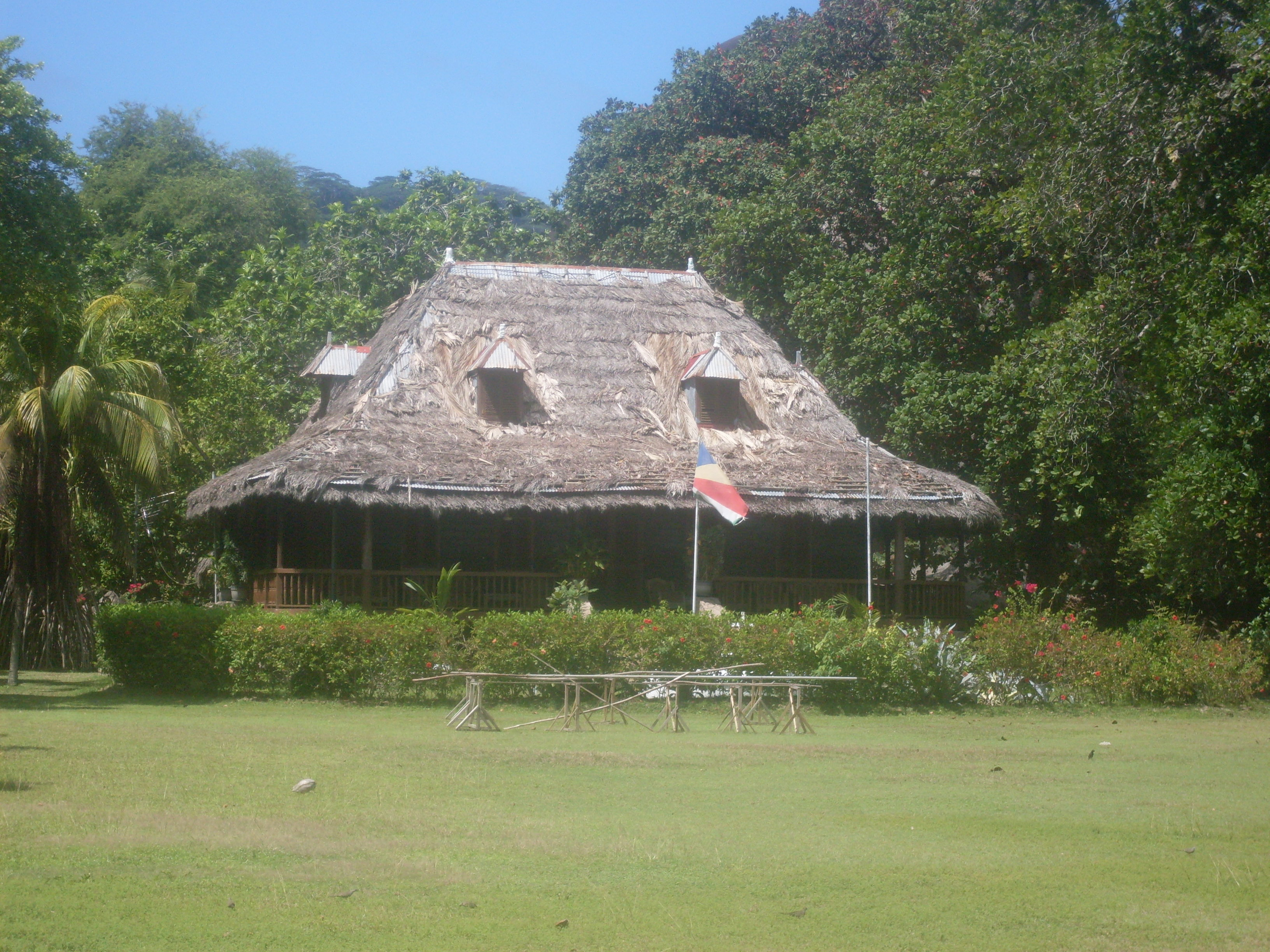
Historisches Siedlerhaus der Familien Rassool/Hossen auf der L’Union Estate Farm

Die Insel wurde 1744 von Lazare Picault entdeckt und zunächst Isle Rouge (rote Insel) genannt. Im Rahmen der Erkundungen des Inselarchipels durch Marion Dufresne wurde die Insel 1768 nach einem seiner Schiffe in "La Digue" umbenannt. Am 12. Februar 1771 nahm Charles Oger, Offizier des Schiffes Heure du Berger, die Insel offiziell für die französische Krone in Besitz. Als die Seychellen 1794 erstmals von den Briten erobert wurden, war La Digue unbewohnt. Die ersten Siedler waren 1798 aus Réunion deportierte Aufständische, darunter Maximilien Morel, dessen Frau Marie-Célérine Payet mit fünf Kindern und vier Sklaven 1799 ebenfalls nach La Digue umsiedelte. Obwohl die Sklaverei in den französischen Kolonien 1794 abgeschafft worden war, wurde sie auf den Seychellen weiter praktiziert. Im Jahr 1815, nachdem Maximilien Morel und seine Frau gestorben waren, umfassten die Besitzungen der Familie Morel mit 108 Acre etwa ein Fünftel der Fläche der Insel sowie 25 Sklaven. Die Namen Morel und Payet sind noch heute häufig auf den Seychellen anzutreffen. 1817 lebten lediglich 71 Menschen auf La Digue. 1827 waren es bereits 364 Einwohner, davon 240 Sklaven. Am 1. Februar 1835 wurde die Sklaverei offiziell abgeschafft. Die ehemaligen Sklaven mussten jedoch weiter als Arbeiter auf den Plantagen gegen einen geringen Lohn arbeiten. Erst ab dem 11. Februar 1839 gehörte das Zeitalter der Sklaverei auch auf den Seychellen endgültig der Vergangenheit an.

## Wirtschaft und Infrastruktur
Traditionell waren Schiffbau, Fischfang, Vanilleanbau und Kopragewinnung und -weiterverarbeitung die Haupterwerbsquellen der Insel. Noch im Jahr 1976 gab es keine befestigten Straßen und lediglich ein Hotel. Heute ist der Tourismus ein weiterer wichtiger Wirtschaftszweig. Im Gegensatz zu Mahé und Praslin gibt es auf La Digue keine größeren Hotelanlagen, dafür jedoch ein großes Angebot an Gasthäusern und Selbstversorgerunterkünften. Die Insel verfügt nur über wenige Kilometer befestigter Straßen. Erst seit ein paar Jahren gibt es Autos in größerer Zahl auf der Insel. Hauptverkehrsmittel ist das Fahrrad und immer weniger der traditionelle Ochsenkarren. 
La Digue verfügt über eine Schule, einen Kindergarten, eine Kirche, eine Polizeiwache sowie ein kleines Krankenhaus. Die Insel besitzt einen Helikopterlandeplatz und ist mit Fähren im Linienverkehr mehrfach täglich von Praslin aus zu erreichen.

## Sehenswürdigkeiten

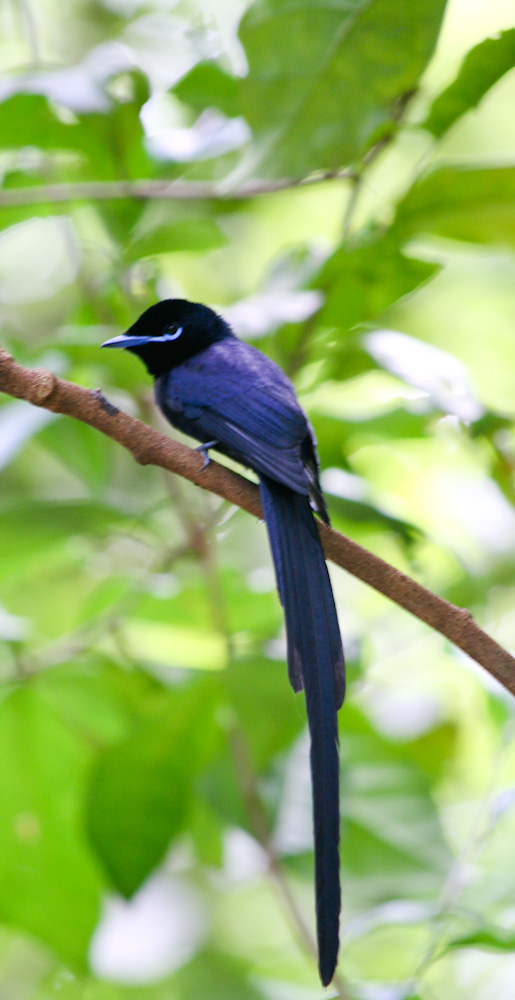
Seychellen-Paradiesschnäpper

- Vogelschutzgebiet La Digue Veuve Réserve, Brutgebiet des Seychellen-Paradiesschnäppers
- Traumstrände Pointe Source d’Argent und Anse Source à Jean mit Granitfelsen und kristallklarem Wasser
- Nationaldenkmal L’Union Estate Plantage, mit u. a. historischem Siedlerhaus, Kopramühle, Schiffswerft, Schildkrötengehege
- Grand’ Anse, spektakulärer Strand im Südosten
- Nachbarinseln Félicité und Coco Island zum Tauchen und Schnorcheln
- Silikatkarst im Granit am Strand Source d’Argent